# Pol Greisch
Pol Greisch (ur. 8 kwietnia 1930 w Walferdange) – luksemburski aktor teatralny i filmowy, a także pisarz, tworzący w języku luksemburskim i niemieckim.
Greisch jest aktorem teatralnym, występuje na scenie od 1955 r. Był członkiem grupy teatralnej Compagnons de la Scène, w latach 80. i 90. wystąpił także w kilku filmach luksemburskich (m.in. w filmie Schacko Klak powstałym na motywach powieści Rogera Manderscheida). Od początku lat 70. zajmuje się również pisarstwem. Jest autorem sztuk teatralnych, opowiadań oraz wydanej w 2004 r. powieści Mäi Frënd Benn. W swych utworach podejmuje aktualną tematykę społeczną, pisząc o rosnącej alienacji człowieka we współczesnym świecie.
Greisch jest dwukrotnym laureatem nagrody literackiej fundacji Servais: w 1993 r. otrzymał wyróżnienie za książkę Äddi Charel - Besuch - E Stéck Streisel (zawierającą trzy sztuki teatralne). W 2013 r. ponownie otrzymał nagrodę fundacji Servais za tom opowiadań pt. De Monni aus Amerika.

## Sztuki teatralne
- 1971 - Besuch
- 1971 - Äddi Charel
- 1980 - Grouss Vakanz
- 1981 - Viru mam Jabel
- 1986 - Margréitchen
- 1988 - De laangen Tour - De Bucki
- 1992 - E Stéck Streisel
- 1992 - Kellerzerwiss
- 1995 - E Platten
- 1997 - Léiwe Kleeschen
- 1999 - Eng Heemelmaus
- 2001 - Wanter & Aarme Louder
- 2002 - Kiischtebléien
- 2008 - Belle-île - Fënsterdall
- 2010 - Dame Blanche

## Proza
1979 - Am Guichet (opowiadanie)
2000 - Fir meng Mamm. Aus engem laange Bréif (utwór autobiograficzny)
2004 - Mäi Frënd Benn (powieść)
2009 - d'Sonnesäit
2012 - De Monni aus Amerika